# Réseau des émetteurs français

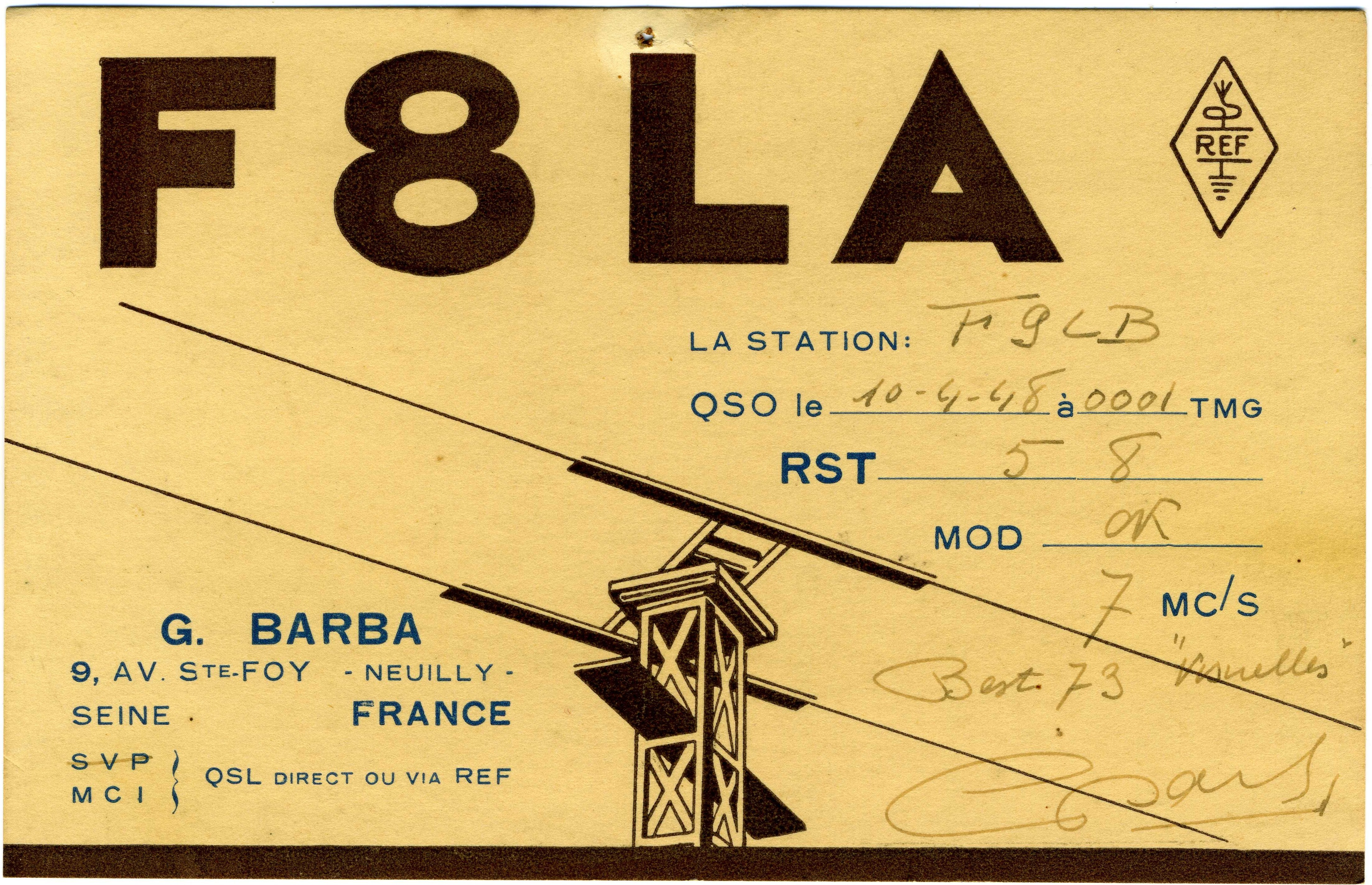
QSL-Karte eines REF-Mitglieds, 1948

Das Réseau des émetteurs français (REF-Union) ist der nationale französische Amateurfunk-Verband.
Der Verband wurde 1925 gegründet und hat seinen Sitz in Tours, Département Indre-et-Loire. Er vertritt die französischen Funkamateure gegenüber den Behörden und in der International Amateur Radio Union.
Das REF ist Herausgeber der Fachzeitschrift Radio-REF.